# Torre de Don Fadrique
La Torre de Don Fadrique, o Torre Mocha és una torre de guaita situada a Albaida del Aljarafe, província de Sevilla. Juntament amb altres torres, com la de San Antonio i altres desaparegudes, vigilaven la vall del Guadiamar. Està declarada Bé d'Interès Cultural.

## Història
Pel seu emplaçament estratègic podria ser anterior al període musulmà, ja que per aquesta zona creuava la calçada romana que unia Onuba (Huelva) amb Itálica i Híspalis. En ser reconquerida Albaida per les tropes cristianes, i sabut de la seva importància estratègica, l'Infant Don Fadrique la va fer reconstruir el 1253, com apunta una inscripció a la porta d'entrada. Durant el regnat dels Reis Catòlics es va fer rebaixar l'alçada de la torre, quedant la coberta plana, sense d'aquí el nom popular de 'Mocha'.

## Descripció
La torre és de planta rectangular de 10,15 x 8,30 metres sobre un podi o sòcol de 2,40 metres d'alçada i 0,50 metres de ressalt. L'obra és de formigó de l'època i pedra picada a les cantonades i la porta, amb un gruix dels seus murs de 1,65 metres i sent el seu revestiment interior de maó amb rampa de pujada i voltes d'aresta i arcs. La porta principal està orientada al Nord a una alçada de 3,25 metres del terra, a la qual s'hi accedia mitjançant una escala de mà que es retirava des de l'interior. A la façana contrària a la porta (mirant el poble), hi ha dues espitlleres d'arc als dos extrems de la segona rampa.